# ألبرت كينغزبيري
ألبرت كينغزبيري (بالإنجليزية: Albert Kingsbury)‏ هو مهندس ومخترِع أمريكي، ولد في 23 ديسمبر 1863 في موريس في الولايات المتحدة، وتوفي في 28 يوليو 1943.

## وصلات خارجية
- ألبرت كينغزبيري على موقع إن إن دي بي (الإنجليزية)